# Antef I.
Antef I. byl egyptským faraonem 11. dynastie. Přesněji řečeno byl pouze králem Horního Egypta, sídlil ve Vesetu. Jeho vláda se uvádí 2134–2118 př. n. l.
Na trůn nastoupil po Mentuhotepovi I. Když usedl na trůn, zmítala se říše v anarchii, která nastala po pádu Staré říše. Vlády se však chopil pevnou rukou a obsadil několik blízkých území a krajů, poté se nechal korunovat králem, přijal Horovo jméno Sehertauej a nechal se nazývat faraonem. V době jeho vlády a vlády jeho nástupců nastal rozkvět Vesetu, který vrcholu dosáhl v době 18. dynastie. Většinu budov, které nechal postavit, však postupně zanikla. Na trůnu jej vystřídal jeho bratr Antef II.

## Králova hrobka
Podobně jako jeho stejnojmenní nástupci si Antef I. nechal na rozdíl od vládců Staré říše, kteří si nechali budovat pyramidy, vykopat skalní hrobku. Nachází se na západním břehu Nilu poblíž Dra Abú el-Naga. Byla však vyloupena již ve starověku.